# Ōgimachi
Ōgimachi (正親町天皇 Ōgimachi-tennō; 18 giugno 1517 – 6 febbraio 1593) è stato il 106º imperatore del Giappone secondo il tradizionale ordine di successione.

## Biografia
Regnò dal 27 ottobre 1557 al 17 dicembre 1586, il suo nome personale era Michihito (方仁?, Michihito).
Figlio dell'imperatore Go-Nara a cui successe. Fra i figli avuti da Madenokōji (Fujiwara) Fusako (万里小路（藤原）房子) si ricorda Sanehito (誠仁親王), noto anche come principe Masahito (1552-1586), padre di Kazuhito (和仁親王), futuro imperatore Go-Yōzei, ed Eikō (永高女王).
I suoi resti sono conservati insieme a quelli di altri imperatori nella tomba imperiale Fukakusa no kita no misasagi (深草北陵) nel quartiere Fushimi-ku di Kyoto.